# Брендон Карнс
Брендон Карнс (англ. Brandon Carnes; нар. 6 березня 1995) — американський легкоатлет, який спеціалізується на спринті.

## Спортивні досягнення
Чемпіон світу з естафетного бігу 4×100 метрів (2023).
Чемпіон Північної і Центральної Америки та країн Карибського басейну з естафетного бігу 4×100 метрів (2022).
Бронзовий призер чемпіонату Північної і Центральної Америки та країн Карибського басейну з бігу на 100 метрів (2022).
Фіналіст (4-е місце) чемпіонату США з бігу на 100 метрів (2023).
Віцечемпіон США в приміщенні з бігу на 60 метрів (2020). Бронзовий призер чемпіонату США в приміщенні з бігу на 60 метрів (2022).